# 捷爾尼夫希納 (盧布尼區)
49°58′2″N 33°9′4″E / 49.96722°N 33.15111°E
捷爾尼夫希納（烏克蘭語：Тернівщина），是烏克蘭的村落，位於該國中部波爾塔瓦州，由盧布尼區負責管轄，分別距離馬季亞什夫卡1公里和2公里，海拔高度107米，2001年人口401。